# Benaceur
Benaceur là một đô thị thuộc tỉnh Ouargla, Algérie. Dân số thời điểm năm 2002 là 7.808 người.